# وایندستریم
وایندستریم (انگلیسی: Windstream)  شرکت مخابرات آمریکایی است، که در سال ۲۰۰۶ تأسیس شد.